# Amandine Leynaud
Pour les articles homonymes, voir Leynaud.
Amandine Leynaud, née le 2 mai 1986 à Aubenas, est une handballeuse internationale française, évoluant au poste de gardienne de but. Elle est championne du monde en 2017, d'Europe en 2018 et olympique en 2021.
En club, elle est révélée au Metz Handball avant de rejoindre deux grands clubs européens, le Vardar Skopje puis le Győri ETO KC, cumulant une vingtaine de titres nationaux.

## Biographie

### Carrière de joueuse
Amandine Leynaud commence le handball à l'Entente Saint-Étienne Aubenas Handball. Après les championnats de France -18 ans avec l'UGAP Bourg-de-Péage, elle est recrutée à 18 ans par le Metz Handball. Dans le club le plus titré du handball féminin français, elle s'impose rapidement comme la titulaire indiscutable à son poste. Au cours des huit saisons passées en Lorraine, elle remporte six titres de championne de France, sept Coupes de la Ligue et une Coupe de France.
En mars 2012, elle annonce son départ pour le club roumain d'Oltchim Râmnicu Vâlcea. À peine arrivée dans son nouveau club, elle se blesse sévèrement au genou et se retrouve éloigné des terrains pendant 6 mois, ratant notamment le Championnat d'Europe 2012 en Serbie.
En février 2013, du fait de difficultés financières du club roumain, elle fait valoir une clause de son contrat qui lui permet de rompre son engagement. Elle quitte donc Vâlcea sans avoir joué le moindre match officiel et rejoint pour une année le club macédonien du ŽRK Vardar Skopje, club ambitieux mais alors sans joueuse internationale. Le 17 février 2014, son club annonce la prolongation de son contrat jusqu'en 2016, tout comme celui de ses compatriotes Allison Pineau et Siraba Dembélé.
Lors de la saison 2018-2019, elle s'engage avec le club hongrois de Györ, vainqueur de la Ligue des champions en 2017. En fin d'année, elle devient championne d'Europe avec l'équipe de France lors de l'Euro de handball organisé en France. Elle partage alors les cages de l'équipe de France avec Laura Glauser.
En mars 2019, elle remporte le premier titre avec son club de Györ, la coupe de Hongrie.
A l'issue de la saison 2019-2020, elle est élue meilleure gardienne de la Ligue des champions et est nommée dans l'équipe all-star pour la première fois de sa carrière.
En février 2023, elle accepte de reprendre du service dans les buts de son ancien club, le Győri ETO KC, afin de remplacer Silje Solberg en congé maternité jusqu'à la fin de la saison .

### Carrière internationale
Sélectionnée en équipe de France pour la première fois en 2005 à 19 ans, elle est peu à peu devenue gardienne de but numéro 1 après la retraite internationale de Valérie Nicolas en 2008. Elle remporte deux médailles d'argent aux championnats du monde, en 2009 puis en 2011.
Elle a également participé aux Jeux olympiques en 2008, en 2012 et en 2016, année où la France décroche une médaille d'argent. Elle est la gardienne titulaire de l'équipe de France qui remporte le championnat du monde 2017, avec une victoire en finale sur la Norvège (23-21) où elle réalise plusieurs arrêts décisifs. 
Puis elle est sacrée championne olympique avec l'équipe de France lors des Jeux de Tokyo de 2020, compétition à l'issue de laquelle elle prend sa retraite internationale.

### Vie privée
Amandine Leynaud est la fille de Jean-Luc Leynaud et de Françoise Rourissol.
Sa femme Annabelle a eu le 6 septembre 2017 des jumeaux, Marcel et Mila, puis toutes deux se lancent dans une procédure d'adoption,.

## Palmarès

### En club
Compétitions internationales
- Ligue des champions
  - vainqueur en 2019 (avec Győr)
  - finaliste en 2017 et 2018 (avec le Vardar) et en 2022 (avec Győr)
  - 3e place en 2014, 2015, 2016 (avec le Vardar) et en 2021 (avec Győr)

Compétitions nationales
- vainqueur du Championnat de France en 2005, 2006, 2007, 2008, 2009 et 2011
- vainqueur de la Coupe de France en 2010
- vainqueur de la Coupe de la Ligue française en 2005, 2006, 2007, 2008, 2009, 2010 et 2011
- vainqueur du Championnat de Macédoine en 2014, 2015, 2016, 2017 et 2018
- vainqueur de la Coupe de Macédoine en 2014, 2015, 2016, 2017 et 2018
- vainqueur du Championnat de Hongrie en 2019
- vainqueur de la coupe de Hongrie en 2019 et 2021

### En sélection nationale
Jeux olympiques
- 5e place aux Jeux olympiques en 2008 de Pékin
- 5e place aux Jeux olympiques en 2012 de Londres
- médaille d'argent aux Jeux olympiques en 2016 de Rio de Janeiro
- médaille d'or aux Jeux olympiques de 2020 à Tokyo

Championnats du monde
- 5e place au championnat du monde 2007
- finaliste du championnat du monde 2009
- finaliste du championnat du monde 2011
- 6e place au championnat du monde 2013
- 7e place au championnat du monde 2015
- vainqueur du championnat du monde 2017
- 13e place au championnat du monde 2019

Championnats d'Europe
- 14e place au championnat d'Europe 2008
- 5e place au championnat d'Europe 2010
- 5e place au championnat d'Europe 2014
- troisième au championnat d'Europe 2016
- vainqueur du championnat d'Europe 2018
- finaliste du championnat d'Europe 2020

### Distinctions individuelles
- Élue meilleure gardienne du championnat d'Europe 2018[15]
- Élue meilleure joueuse française du championnat de France en 2009 et 2010
- Élue meilleure gardienne du championnat de France en 2008, 2009, 2010 et 2011
- Élue meilleure gardienne de la Ligue des champions en 2020[9] et 2021
- Intègre le Hall of Fame du handball français en novembre 2023[16].

## Décorations
- Chevalier de l'ordre national du Mérite le 1er décembre 2016[17]
- Chevalier de la légion d'honneur le 13 septembre 2021